# Алмазный век
«Алмазный век, или Букварь для благородных девиц» (англ. The Diamond Age: Or, A Young Lady's Illustrated Primer) — роман  американского писателя-фантаста Нила Стивенсона, опубликованный в 1995 году и в 1996 году получивший премии «Хьюго» и «Локус». Жанр: роман взросления. В романе затрагиваются темы взросления, образования, социального класса, этнической принадлежности, искусственного интеллекта (в романе "псевдоискусственного интеллекта").

## Вселенная
События романа происходят в том же мире, что и события более раннего романа Стивенсона «Лавина», но в несколько более отдалённом будущем (спустя два поколения).
На смену национальным государствам пришли филы, объединяющие людей по этническому, культурному, религиозному или идеологическому признаку. Крупнейшими филами являются Новая Атлантида, возродившая культуру викторианской Англии, Ниппон (Япония) и конфуцианская Хань (Китай). Филы часто бывают очень разбросанными в географическом отношении, имея анклавы на территории большинства крупных городов. Некоторые из них (например, «Сендеро») легко принимают в свой состав почти кого угодно. Есть и люди, не принадлежащие ни к одной филе.

## Сюжет
В романе параллельно развиваются несколько сюжетных линий. В центре сюжета — история девочки Нелл из бедной и неблагополучной семьи живущей на арендованных территориях, в трущобах. Когда ей исполнилось 4 года, ей в руки которой попал «Букварь для благородных девиц» — уникальная интерактивная книга, разработанная блестящим новоатлантическим инженером Джоном Хаквортом по заказу лорда Финкеля-Макгроу (букварь предназначался для внучки лорда, Хакворт незаконно сделал ещё одну копию для своей дочери, но по дороге домой был ограблен подростковой бандой, которую возглавлял брат Нелл).
История рассказывает о взрослении Нелл под руководством Букваря и, в меньшей степени, о жизни Элизабет Финкл-Макгроу и Фионы Хакворт, девушек в неовикторианском стиле, которые получают другие копии. Букварь предназначен для того, чтобы интеллектуально направить своего читателя к более интересной жизни, как это определено лордом Финкл-Макгроу, и стать эффективным членом общества. Самым важным качеством для достижения интересной жизни считается подрывное отношение к существующему положению вещей. Букварь предназначен для того, чтобы реагировать на окружающую среду своего владельца и учить его тому, что ему нужно знать, чтобы выжить и развиваться.
По ходу сюжета Общий экономический протокол спонсирует расследование тайных семенных технологий, чтобы защитить установленный порядок от подрывной деятельности, оправдываясь тем, что неограниченный доступ к источникам приведет к распространению высокотехнологичного оружия и приведет к анархии. Также намекается, что права собственности настолько обширны, что Протокол признает детей экономическим активом их родителей.
«Алмазный век» характеризуется двумя пересекающимися, почти одинаково развитыми сюжетными линиями: социальным падением инженера-нанотехнолога, дизайнера Букваря Джона Персиваля Хакворта, который делает нелегальную копию Букваря для своей маленькой дочери Фионы, и образованием Нелл благодаря ее самостоятельной работе с Букварем после того, как ее брат Харв крадет его у Хакворта. Преступление Хакворта становится известно лорду Финкл-Макгроу и доктору Икс, инженеру черного рынка, чей компилятор Хакворт использовал для создания копии Букваря, и каждый пытается использовать Хакворта для достижения своих противоположных целей. Третья сюжетная линия рассказывает об актрисе («гонщице») Миранде Редпат, которая озвучивает большинство основных персонажей, взаимодействующих с Нелл, и, по сути, становится суррогатной матерью Нелл. Позже сюжетную линию Миранды берет на себя ее босс, Карл Голливуд, после того, как Миранда исчезает в поисках Нелл.
«Букварь» также включает в себя полностью рассказанные обучающие истории из Букваря, которые отображают индивидуальный опыт Нелл (например, ее четырех игрушечных друзей) на архетипические народные сказки, хранящиеся в базе данных букваря. Хотя «Алмазный век» исследует роль технологий и личных отношений в развитии ребенка, его более глубокие и мрачные темы также исследуют относительные ценности культур (которые Стивенсон исследует и в других своих романах) и недостатки в общении между ними.